# بزرگراه شهید چمران
بزرگراه شهید چمران با نام پیشین بزرگراه پارک وی و با شماره معبر بزرگراه ۱۷ تهران بزرگراهی در شمال و مرکز شهر تهران است که به‌صورت شمالی ـ جنوبی امتداد دارد. 
این بزرگراه دارای طول تقریبیِ ۱۱/۷ کیلومتر است.
این بزرگراه در شمال از پل پارک وی آغاز می‌شود و در امتداد شرقیِ بزرگراه مدرس، بعد از پل پارک وی، قرار دارد. این بزرگراه در انتها به میدان توحید ختم می‌شود. ساخت پل پارک وی به سال ۱۳۷۶ بازمی‌گردد. این بزرگراه پیش از انقلاب ۱۳۵۷ ایران، «بزرگراه پارک وی» نامیده می‌شد. این بزرگراه از راستای بزرگراه مدرس در تقاطع پارک وی آغاز می‌شود و پس از گذر از جنوب محلّه‌های ولنجک و اوین به سوی جنوب امتداد می‌یابد و پس از گذر از محله‌هایی چون شهرک غرب، ونک، ملاصدرا، امیرآباد، گیشا، شهرآرا و ستارخان سرانجام در میدان توحید پایان می‌یابد. بخش شمالی تونل توحید در انتهای بزرگراه چمران قرار دارد. این بزرگراه در درازای مسیر خود با بزرگراه یادگار امام، بزرگراه هاشمی رفسنجانی، بزرگراه همت، بزرگراه حکیم و بزرگراه آل‌احمد تقاطع دارد که به وسیله زیرگذر از همهٔ آن‌ها می‌گذرد.

## تقاطع ها
| از شمال به جنوب                  | از شمال به جنوب                                                      | از شمال به جنوب |
| -------------------------------- | -------------------------------------------------------------------- | --------------- |
| پل پارک وی                       | بزرگراه مدرس خیابان ولیعصر                                           |                 |
| دوربرگردان                       |                                                                      |                 |
| BRT 4 ایستگاه پمپ بنزین          |                                                                      |                 |
| نمایشگاه بین‌المللی تهران         |                                                                      |                 |
| دوربرگردان                       |                                                                      |                 |
| BRT 4 ایستگاه نمایشگاه بین‌المللی |                                                                      |                 |
|                                  | خیابان فضل‌الله                                                       |                 |
|                                  | بزرگراه یادگار امام خیابان سئول                                      |                 |
| BRT 4 ایستگاه آتی ساز            |                                                                      |                 |
|                                  | بزرگراه هاشمی رفسنجانی                                               |                 |
|                                  | بلوار مدیریت                                                         |                 |
| BRT 4 ایستگاه پل مدیریت          |                                                                      |                 |
| BRT 4 ایستگاه ملاصدرا            |                                                                      |                 |
|                                  | خیابان ملاصدرا                                                       |                 |
|                                  | بزرگراه همت                                                          |                 |
|                                  | بزرگراه حکیم                                                         |                 |
| ایستگاه متروی بوستان گفتگو       |                                                                      |                 |
| BRT 4 ایستگاه کوی نصر            |                                                                      |                 |
| زیرگذر گیشا                      | بزرگراه آل‌احمد بزرگراه گمنام                                         |                 |
| ایستگاه متروی دانشگاه تربیت مدرس |                                                                      |                 |
| دوربرگردان                       |                                                                      |                 |
| تونل توحید                       |                                                                      |                 |
| دوربرگردان                       |                                                                      |                 |
|                                  | خیابان دکتر فاطمی                                                    |                 |
| BRT 4 ایستگاه باقرخان            |                                                                      |                 |
|                                  | خیابان باقرخان                                                       |                 |
| دوربرگردان                       |                                                                      |                 |
| ایستگاه متروی مدافعان سلامت      |                                                                      |                 |
| BRT 4 ایستگاه میدان توحید        |                                                                      |                 |
| میدان توحید                      | خیابان ستارخان خیابان توحید خیابان امیرلو خیابان نصرت خیابان میرخانی |                 |
| از جنوب به شمال                  |                                                                      |                 |